# St. Jakobus der Ältere (Reinhardsachsen)

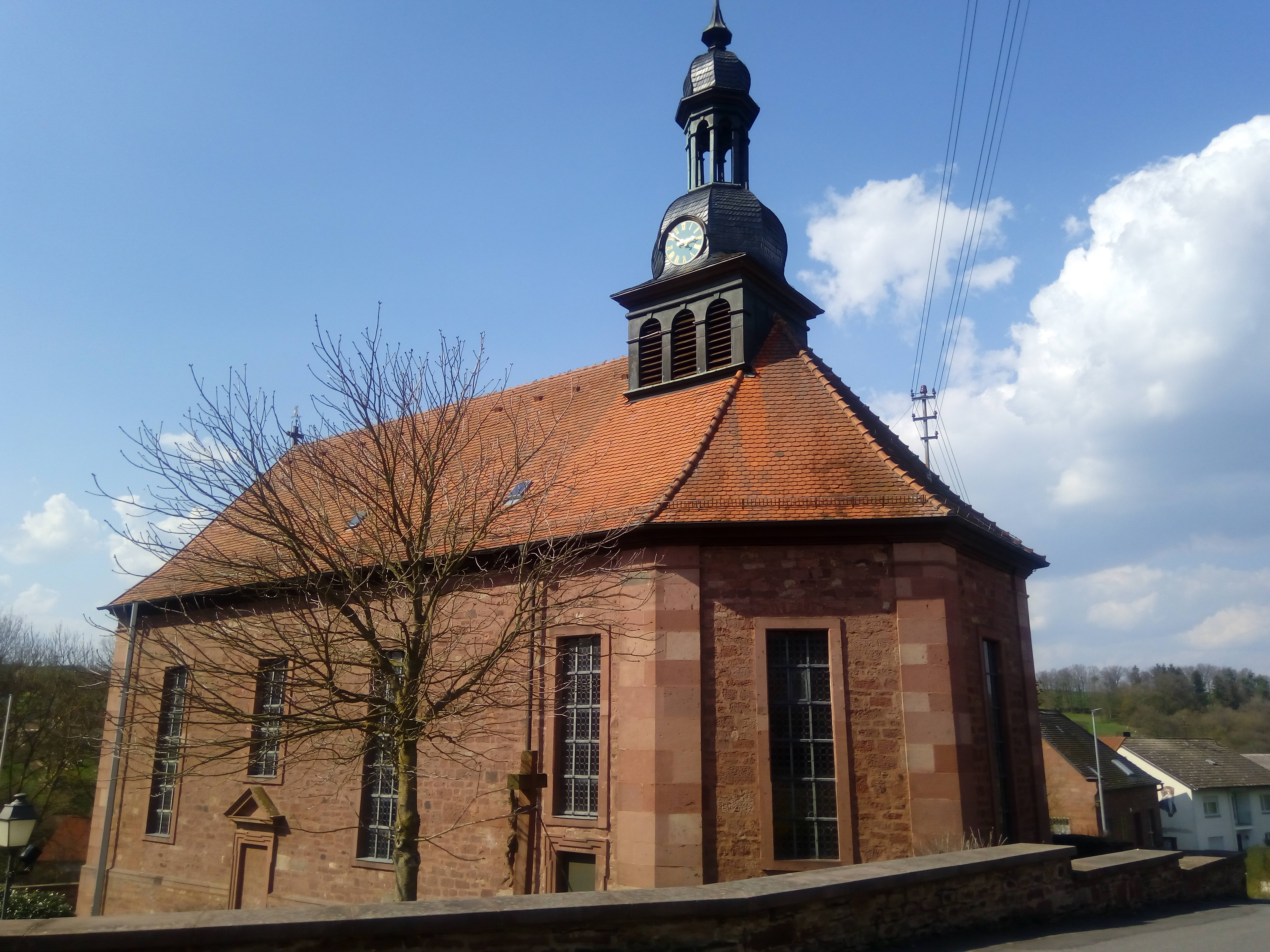
St. Jakobus der Ältere in Reinhardsachsen

Die römisch-katholische Filialkirche St. Jakobus der Ältere steht in Reinhardsachsen, einem Stadtteil von Walldürn im Neckar-Odenwald-Kreis in Baden-Württemberg. Das Bauwerk ist beim Landesamt für Denkmalpflege Baden-Württemberg als Baudenkmal eingetragen. Die Kirchengemeinde gehört zum Dekanat Mosbach-Buchen im Erzbistum Freiburg.

## Beschreibung
Die Saalkirche wurde 1725/26 unter Leitung eines kurmainzischen Oberamtmannes errichtet. Sie besteht aus einem Langhaus mit vier Achsen und einem dreiseitig geschlossenen Chor im Osten. Die Gebäudeecken sind durch Lisenen aus Quadermauerwerk betont. Über dem Chor erhebt sich mittig ein Dachreiter, in dem drei Kirchenglocken in einem hölzernen Glockenstuhl hängen. Die ihn bedeckende Zwiebelhaube mit bekrönender Laterne zeigt auf zwei Seiten die Zifferblätter der Turmuhr.
Der Hochaltar und die Seitenaltäre sind durch Wappen von Johann Friedrich Karl von Ostein bezeichnet. Die Orgel wurde 1749 von Johann Philipp Seuffert gebaut.